# 71e cérémonie des Primetime Emmy Awards
La 71e cérémonie des Primetime Emmy Awards (ou « Emmys »), organisée par l'Academy of Television Arts and Sciences, se déroule le 22 septembre 2019 au Microsoft Theatre de Los Angeles et récompense les meilleurs programmes télévisés diffusés en primetime au cours de la saison 2018-2019 (du 1er juin 2018 au 31 mai 2019) sur les réseaux publics et câblés américains. Elle est diffusée sur le réseau Fox.
La cérémonie récompensant les techniciens de la télévision, les Creative Arts Primetime Emmy Awards, a lieu les 14 et 15 septembre 2019.

## Nominations et lauréats

### Séries dramatiques

#### Meilleure série dramatique
- Game of Thrones (HBO)
  - Better Call Saul (AMC)
  - Bodyguard (BBC)
  - Killing Eve (BBC America)
  - Ozark (Netflix)
  - Pose (FX)
  - Succession (HBO)
  - This Is Us (NBC)

#### Meilleur acteur
- Billy Porter pour le rôle de Pray Tell dans Pose
  - Jason Bateman pour le rôle de Martin « Marty » Byrde dans Ozark
  - Sterling K. Brown pour le rôle de Randall Pearson dans This Is Us
  - Kit Harington pour le rôle de Jon Snow dans Game of Thrones
  - Bob Odenkirk pour le rôle de Jimmy McGill dans Better Call Saul
  - Milo Ventimiglia pour le rôle de Jack Pearson dans This Is Us

#### Meilleure actrice
- Jodie Comer pour le rôle d'Oksana Astankova / Villanelle dans Killing Eve
  - Emilia Clarke pour le rôle de Daenerys Targaryen dans Game of Thrones
  - Viola Davis pour le rôle d'Annalise Keating dans Murder
  - Laura Linney pour le rôle de Wendy Byrde dans Ozark
  - Mandy Moore pour le rôle de Rebecca Pearson dans This Is Us
  - Sandra Oh pour le rôle d'Eve Polastri dans Killing Eve
  - Robin Wright pour le rôle de Claire Underwood dans House of Cards

#### Meilleur acteur dans un second rôle
- Peter Dinklage pour le rôle de Tyrion Lannister dans Game of Thrones
  - Alfie Allen pour le rôle de Theon Greyjoy dans Game of Thrones
  - Jonathan Banks pour le rôle de Mike Ehrmantraut dans Better Call Saul
  - Nikolaj Coster-Waldau pour le rôle de Jaime Lannister dans Game of Thrones
  - Giancarlo Esposito pour le rôle de Gus Fring dans Better Call Saul
  - Michael Kelly pour le rôle de Doug Stamper dans House of Cards
  - Chris Sullivan pour le rôle de Toby Damon dans This Is Us

#### Meilleure actrice dans un second rôle
- Julia Garner pour le rôle de Ruth Langmore dans Ozark
  - Gwendoline Christie pour le rôle de Brienne de Torth dans Game of Thrones
  - Lena Headey pour le rôle de Cersei Lannister dans Game of Thrones
  - Fiona Shaw pour le rôle de Carolyn Martens dans Killing Eve
  - Sophie Turner pour le rôle de Sansa Stark dans Game of Thrones
  - Maisie Williams pour le rôle d'Arya Stark dans Game of Thrones

#### Meilleure réalisation
- Jason Bateman pour l'épisode Réparations dans Ozark
  - David Benioff et D. B. Weiss pour l'épisode Le Trône de fer dans Game of Thrones
  - David Nutter pour l'épisode Les Derniers des Stark dans Game of Thrones
  - Miguel Sapochnik pour l'épisode La Longue Nuit dans Game of Thrones
  - Daina Reid pour l'épisode Holly dans The Handmaid's Tale : La Servante écarlate
  - Lisa Brühlmann pour l'épisode Desperate Times dans Killing Eve
  - Adam McKay pour l'épisode La fête dans Succession

#### Meilleur scénario
- Jesse Armstrong pour l'épisode Personne ne disparaît dans Succession
  - Peter Gould et Thomas Schnauz pour l'épisode Le Gagnant rafle tout dans Better Call Saul
  - Jed Mercurio pour l'épisode Épisode 1 dans Bodyguard
  - David Benioff et D. B. Weiss pour l'épisode Le Trône de fer dans Game of Thrones
  - Bruce Miller et Kira Snyder pour l'épisode Holly dans The Handmaid's Tale : La Servante écarlate
  - Emerald Fennell pour l'épisode Nice and Neat dans Killing Eve

### Séries comiques

#### Meilleure série comique
- Fleabag (Amazon)
  - Barry (HBO)
  - The Good Place (Netflix)
  - Mme Maisel, femme fabuleuse (Amazon)
  - Russian Doll (Netflix)
  - Schitt's Creek (Pop TV)
  - Veep (HBO)

#### Meilleur acteur
- Bill Hader pour le rôle de Barry Berkman / Barry Block dans Barry
  - Anthony Anderson pour le rôle d'Andre « Dre » Johnson dans Black-ish
  - Don Cheadle pour le rôle de Mo Monroe dans Black Monday
  - Ted Danson pour le rôle de Michael dans The Good Place
  - Michael Douglas pour le rôle de Sandy Kominsky dans La Méthode Kominsky
  - Eugene Levy pour le rôle de Johnny Rose dans Bienvenue à Schitt's Creek

#### Meilleure actrice
- Phoebe Waller-Bridge pour le rôle de Fleabag dans Fleabag
  - Christina Applegate pour le rôle de Jen Harding dans Dead to Me
  - Rachel Brosnahan pour le rôle de Miriam « Midge » Maisel dans Mme Maisel, femme fabuleuse
  - Julia Louis-Dreyfus pour le rôle de Selina Meyer dans Veep
  - Natasha Lyonne pour le rôle de Nadia Vulvokov dans Poupée russe
  - Catherine O'Hara pour le rôle de Moira Rose dans Bienvenue à Schitt's Creek

#### Meilleur acteur dans un second rôle
- Tony Shalhoub pour le rôle d'Abe Weissman dans Mme Maisel, femme fabuleuse
  - Alan Arkin pour le rôle de Norman Newlander dans La Méthode Kominsky
  - Anthony Carrigan pour le rôle de NoHo Hank dans Barry
  - Tony Hale pour le rôle de Gary Walsh dans Veep
  - Stephen Root pour le rôle de Monroe Fuches dans Barry
  - Henry Winkler pour le rôle de Gene Cousineau dans Barry

#### Meilleure actrice dans un second rôle
- Alex Borstein pour le rôle de Susie Myerson dans Mme Maisel, femme fabuleuse
  - Anna Chlumsky pour le rôle d'Amy Brookheimer dans Veep
  - Sian Clifford pour le rôle de Claire dans Fleabag
  - Olivia Colman pour le rôle de la belle-mère dans Fleabag
  - Betty Gilpin pour le rôle de Debbie Eagan dans GLOW
  - Sarah Goldberg pour le rôle de Sally Reed dans Barry
  - Marin Hinkle pour le rôle de Rose Weissman dans Mme Maisel, femme fabuleuse
  - Kate McKinnon pour les rôles de plusieurs personnages dans Saturday Night Live

#### Meilleure réalisation
- Harry Bradbeer pour l'épisode Épisode 1 dans Fleabag
  - Alec Berg pour l'épisode L'Audition dans Barry
  - Bill Hader pour l'épisode Ronny/Lily dans Barry
  - Mark Cendrowski pour l'épisode Clap de fin ! dans The Big Bang Theory
  - Amy Sherman-Palladino pour l'épisode Seule, toute seule dans Mme Maisel, femme fabuleuse
  - Daniel Palladino pour l'épisode En route pour les Catskills ! dans Mme Maisel, femme fabuleuse

#### Meilleur scénario
- Phoebe Waller-Bridge pour l'épisode Épisode 1 dans Fleabag
  - Alec Berg et Bill Hader pour l'épisode Ronny/Lily dans Barry
  - Josh Siegal et Dylan Morgan pour l'épisode (Les) Janet dans The Good Place
  - Maya Erskine et Anna Konkle pour l'épisode Anna Ishii-Peters dans PEN15
  - Natasha Lyonne, Leslye Headland et Amy Poehler pour l'épisode Rien n'est simple dans ce monde dans Russian Doll
  - Allison Silverman pour l'épisode Un corps chaud dans Russian Doll
  - David Mandel pour l'épisode Veep dans Veep

### Mini-séries et téléfilms

#### Meilleure série limitée
- Chernobyl (HBO)
  - Escape at Dannemora (Showtime)
  - Fosse/Verdon (FX)
  - Sharp Objects (HBO)
  - Dans leur regard (Netflix)

#### Meilleur acteur
- Jharrel Jerome pour le rôle de Korey Wise dans Dans leur regard
  - Mahershala Ali pour le rôle de Wayne Hays dans True Detective
  - Benicio del Toro pour le rôle de Richard Matt dans Escape at Dannemora
  - Hugh Grant pour le rôle de Jeremy Thorpe dans A Very English Scandal
  - Jared Harris pour le rôle de Valery Legasov dans Chernobyl
  - Sam Rockwell pour le rôle de Bob Fosse dans Fosse/Verdon

#### Meilleure actrice
- Michelle Williams pour le rôle de Gwen Verdon dans Fosse/Verdon
  - Amy Adams pour le rôle de Camille Preaker dans Sharp Objects
  - Patricia Arquette pour le rôle de Joyce « Tilly » Mitchell dans Escape at Dannemora
  - Aunjanue Ellis pour le rôle de Sharonne Salaam dans Dans leur regard
  - Joey King pour le rôle de Gypsy Rose Blanchard dans The Act
  - Niecy Nash pour le rôle de Delores Wise dans Dans leur regard

#### Meilleur acteur dans un second rôle
- Ben Whishaw pour le rôle de Norman Josiffe / Norman Scott dans A Very English Scandal
  - Asante Blackk pour le rôle de Kevin Richardson dans Dans leur regard
  - Paul Dano pour le rôle de David Sweat dans Escape at Dannemora
  - John Leguizamo pour le rôle de Raymond Santana, Sr. dans Dans leur regard
  - Stellan Skarsgård pour le rôle de Boris Shcherbina dans Chernobyl
  - Michael K. Williams pour le rôle de Bobby McCray dans Dans leur regard

#### Meilleure actrice dans un second rôle
- Patricia Arquette pour le rôle de Dee Dee Blanchard dans The Act
  - Marsha Stephanie Blake pour le rôle de Linda McCray dans Dans leur regard
  - Patricia Clarkson pour le rôle d'Adora Crellin dans Sharp Objects
  - Vera Farmiga pour le rôle d'Elizabeth Lederer dans Dans leur regard
  - Margaret Qualley pour le rôle d'Ann Reinking dans Fosse/Verdon
  - Emily Watson pour le rôle d'Ulana Khomyuk dans Chernobyl

#### Meilleure réalisation
- Johan Renck pour Chernobyl
  - Ben Stiller pour Escape at Dannemora
  - Jessica Yu pour l'épisode Glory dans Fosse/Verdon
  - Thomas Kail pour l'épisode Who's Got the Pain dans Fosse/Verdon
  - Stephen Frears pour A Very English Scandal
  - Ava DuVernay pour Dans leur regard

#### Meilleur scénario
- Craig Mazin pour Chernobyl
  - Brett Johnson, Michael Tolkin et Jerry Stahl pour l'épisode Épisode 6 dans Escape at Dannemora
  - Brett Johnson et Michael Tolkin pour l'épisode Épisode 7 dans Escape at Dannemora
  - Joel Fields et Steven Levenson pour l'épisode Providence dans Fosse/Verdon
  - Russell T Davies pour A Very English Scandal
  - Ava DuVernay et Michael Starrbury pour l'épisode Part Four dans Dans leur regard

### Émissions télévisées

#### Meilleure émission de divertissement
- Last Week Tonight with John Oliver (HBO)
  - The Daily Show with Trevor Noah (Comedy Central)
  - Full Frontal with Samantha Bee (TBS)
  - Jimmy Kimmel Live! (ABC)
  - The Late Late Show with James Corden (CBS)
  - The Late Show with Stephen Colbert (CBS)

#### Meilleure émission de divertissement à sketches
- Saturday Night Live (NBC)
  - At Home with Amy Sedaris (truTV)
  - Documentary Now! (IFC)
  - Drunk History (Comedy Central)
  - I Love You, America with Sarah Silverman (Hulu)
  - Who Is America? (Showtime)

#### Meilleure émission de télé-réalité
- RuPaul's Drag Race (VH1)
  - The Amazing Race (CBS)
  - American Ninja Warrior (NBC)
  - Nailed It! (Netflix)
  - Top Chef (Bravo)
  - The Voice (NBC)